# アダクション
アダクション (adduction) は、ウエイトトレーニングの種目の1つ。大内転筋の筋力・筋量を増やすことができる。

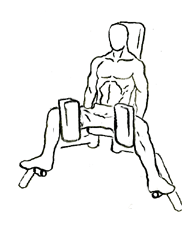
アダクション(スタート)

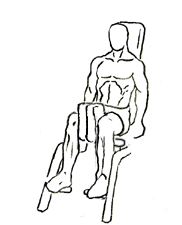
アダクション(フィニッシュ)

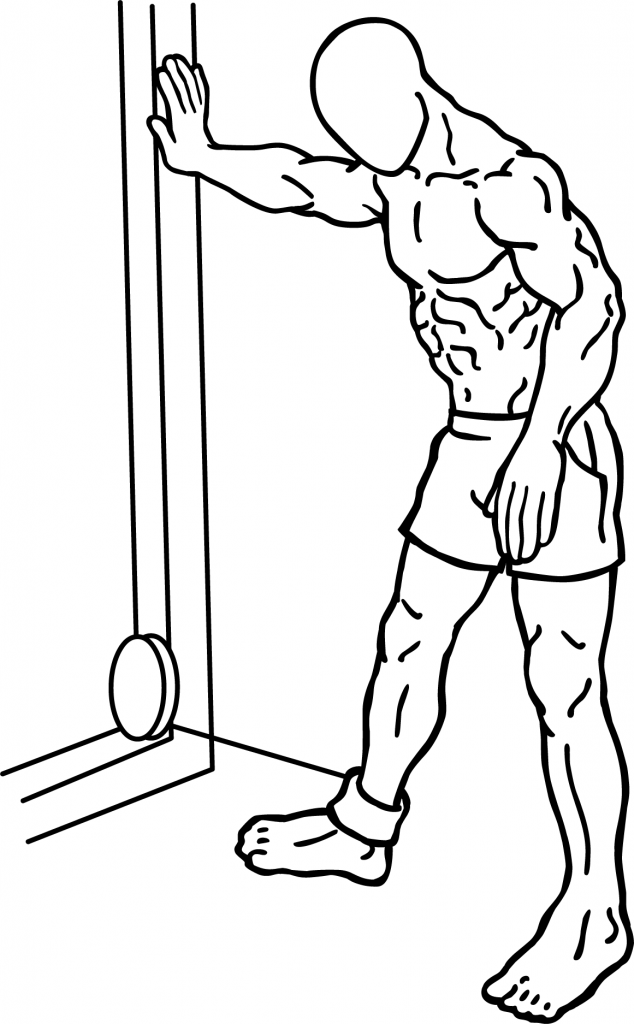
スタンディング・ケーブル・アダクション(スタート)

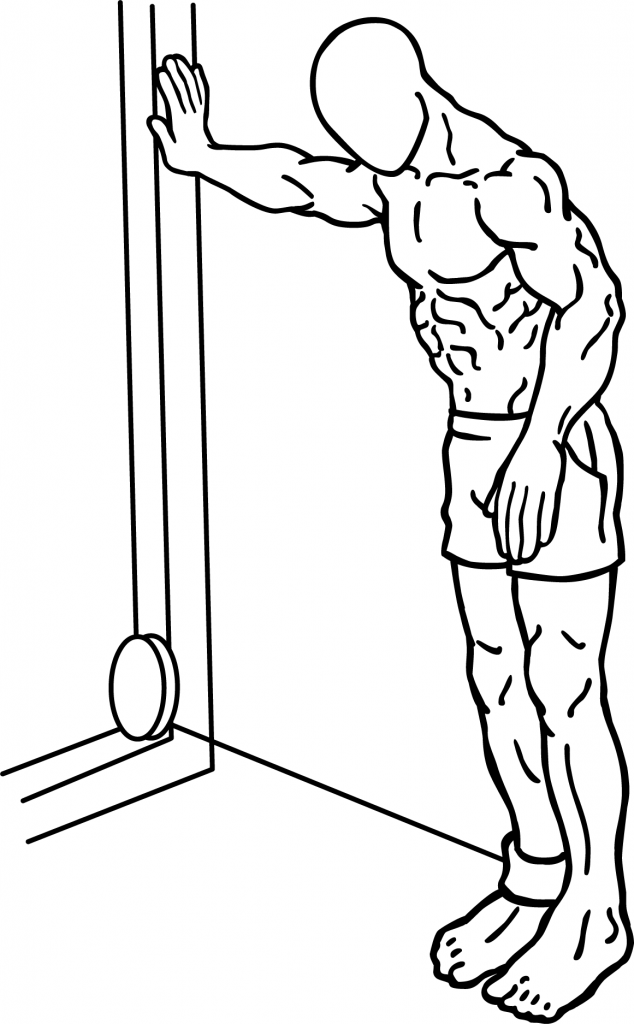
スタンディング・ケーブル・アダクション(フィニッシュ)

## 具体的動作

### シーテッド・アダクション・マシン
1. マシンのシートに座り、膝の内側にパッドがくるように調節する。両脚が開いた姿勢からスタートする。
2. 息を吐きながら大腿を閉じる。
3. 大内転筋が十分に収縮するのを感じ取ったら、息を吸いながら元の姿勢に戻る。
4. 2~3を繰り返す。

### スタンディング・アダクション・マシン
1. マシンの正面に立ち、膝の内側にパッドがくるように調節する。片脚が横に上がった姿勢からスタートする。
2. 息を吐きながら大腿を閉じる。
3. 大内転筋が十分に収縮するのを感じ取ったら、息を吸いながら元の姿勢に戻る。
4. 2~3を繰り返す。

### スタンディング・ケーブル・アダクション
1. ロープーリーにアンクルストラップをセットし、足首に巻く。マシンに対して横を向いて立つ。片脚が横に上がった姿勢からスタートする。
2. 息を吐きながら大腿を閉じる。
3. 大内転筋が十分に収縮するのを感じ取ったら、息を吸いながら元の姿勢に戻る。
4. 2~3を繰り返す。